# Волчина
Во́лчина — река в Тверской области на северо-западе европейской части Российской Федерации, левый приток Мологи (бассейн Волги). Длина — 106 км, площадь бассейна — 3050 км², средний расход воды — 20,9 м³/с.
Принадлежит к бассейну Волги, крупнейшие притоки — Молдинка, Ворожба (левые); Тифина (правый).
Крупнейший населённый пункт на реке — посёлок Максатиха, центр Максатихинского района Тверской области.
Название реки «Волчина» произошло от «Волочина», что значит тащить волоком. В старые времена по ней перетаскивали суда, гружённые товаром.

## Течение
Волчина вытекает из Волчино, одного из Голубых озёр, представляющих собой цепочку соединённых протоками живописных озёр, популярных в качестве места отдыха. Протоки, соединяющие озёра, расположенные выше Волчино (Маги, Пальцево, Сестрино), иногда ошибочно считают началом реки Волчины.
Волчина на участке от истока до озера Рогозно — река шириной 10—15 метров со слабым течением, берега заросли тростником, иногда к берегу подходит лес. Такой же характер река сохраняет и на участке между озёрами Рогозно и Перхово, лишь ширина увеличивается до 30 метров.
После озера Перхово река течёт вдоль шоссе Вышний Волочёк — Бежецк, правый берег, по которому идёт шоссе, плотно заселён, вдоль левого идут живописные сосновые леса.
Волчина впадает в Мологу чуть ниже посёлка Максатиха. Высота устья — 126 м над уровнем моря.

## История
На реке Волчине известны древнерусские комплексы Овсище (Урвитово), Ватутино, Карзово, Воронцово, Столбиха, Астафьево, Селище. Термин «Волчино» встречается берестяных грамотах № 789 и 902. По мнению В. Л. Янина, в грамотах указаны река Волчина и (или) податной округ на реке Волчине, по мнению А. А. Зализняка, имеется в виду «либо населённый пункт, либо прилегающая к реке волость».

## Значение
Используется туристами для сплава, в том числе как начало походов по Мологе. Также река популярна у рыбаков; на живописных озёрах, через которые протекает Волчина, расположены дома отдыха.